# Tritikálé
A tritikálé a búza és a rozs keresztezésével létrehozott szemes gabonaféle takarmánynövény. Neve a búza (triticum) és a rozs (secale) latin nevének kombinációjából ered.
Eredetileg a 19. század vége felé kezdték el Svédországban és Skóciában termeszteni a búzához hasonló minőségű, azonban hidegtűrő növényt.
2004-ben 13,7 millió tonna tritikálé termett a világon. (Forrás: FAO)
A tritikálé a búza és rozs keresztezéséből származó, állandósult jellegű köztes típusú hibrid, amelynek a jelentősége világviszonylatban egyre jobban növekszik; jelenleg több mint 400 ezer hektáron termesztik. Jelentősége nemcsak átmeneti jellegében van, hanem beltartalma miatt is jelentős gabonaféle. Egyébként a tritikálé egyformán értékes takarmánygabona és kenyérgabona-növény. De ha sokoldalúan értékeljük, akkor elsősorban mint takarmánygabona jön számításba. A beltartalmi értékét tekintve első helyen a tritikálé fehérjetartalma említhető meg. A szem fehérjetartalma a környezettől, évjárattól és a talajtól is függ, általában 14-18% között ingadozik.
Vetésterülete a termesztésbe vonása idején növekvő tendenciát mutatott, az 1970-es évek végén erősen lecsökkent; az utóbbi években újból növekszik.

## Származása és biológiai jellemzése
A tritikálé céltudatos nemesítés útján jött létre, a búza és a rozs keresztezésének a terméke. A búzát és a rozsot már nagyon régóta keresztezték egymással, de fertilis és állandósult hexaploid tritikálé csak az 1950-es években (1950-1955 között) jött létre. A korábban megvalósult elsődleges tritikálék – a hexaploid búza x diploid rozs keresztezésével (42 + 14 = 56) oktaploid tritikálék voltak – vagy – a tetraploid búza x diploid rozs keresztezésével – (28+14=42) hexaploidok és meddők voltak. A sterilitás leküzdése az oktaploid tritikálék és a primer hexaploid tritikálé hibridek keresztezéséből származó F1 nemzedékek hexaploid tritikáléval végzett többszöri visszakeresztezésével valósult meg és így jött létre a másodlagos (secunder) hexaploid tritikálé.
A tritikálé alaktanilag a búza és a rozs között átmenetet képez (állandósult búza-rozs hibrid). Szára a rozshoz hasonlóan magas. Az alacsonyabb szárú fajták (50–100 cm) előállítása folyamatban van. 
Kalásza hosszú, elkeskenyedő, oldalról nézve a rozshoz, elölről nézve pedig a búzához hasonlít. A külső pelyva hosszú szálkát hord, mint a rozs és öntermékenyülő, mint a búza. Szemtermés. Nagy, kissé ráncos, töppedt, fakó színű és a rozshoz hasonlít. Fehérjetartalma átlagosan 18% körül van.

## Termesztése
A tritikálé az egyik jelentős gabonanövény a világon. 2021-ben a tritikálét több mint 40 országban termesztették, és az éves termés mennyisége meghaladta a 15 millió tonnát. 
A világ legnagyobb tritikálé termelői közé tartozik Lengyelország, Németország, Franciaország, Fehéroroszország és Spanyolország. Ezek az országok a 2021-es termelésük alapján az első öt helyen álltak. 2021-ben Lengyelország, Németország és Franciaország az éves termés több mint felét (59%) adták a világ tritikálé termelésének.
Az utóbbi években a tritikálé termesztése világszerte nőtt, mivel az élelmiszeriparban számos felhasználási lehetősége van. A tritikálé például az egészséges élelmiszerek és a gluténmentes termékek előállításában is használatos. Emellett a tritikálé a takarmány- és az etanoliparban is jelentős szerepet játszik. 

## Éghajlat és talajigény
A tritikálé éghajlatigénye nagyobbrészt a rozséhoz hasonló. Ezért elsősorban a rozstermelő körzetekben termeszthető, de csak a jobb homoktalajokon és a közepes búzatalajokon termeszthető gazdaságosan. Gyenge talajokon a rozs többet terem, jobb talajokon pedig a búza terem többet. (Ez is gátolta a tritikálé nagyobb arányú elterjedését Magyarországon.)
A tritikálé, mint átmeneti növény, igényeit tekintve általában a rozshoz áll közelebb, nem pedig a búzához.

## Agrotechnika
A tritikálé-termesztés agrotechnika irányelvei lényegében azonosak a búza és a rozs termesztésével – főleg a rozstermesztés agrotechnikai irányelvei szerint kell termeszteni.

## Tápanyagigény és trágyázás
Mindenben azonos irányelveket kell követnünk, mint a búzánál, vagy a rozsnál. Ha nem rendelkezünk talajvizsgálati eredményekkel, célszerű a fajlagos tápanyag-igényének megfelelő NPK hatóanyagot adni a tritikálé alá. 
A fajlagos tápanyag-igény 100 kg termés és a hozzátartozó melléktermékek biztosításához: 2,53 kg N, 1,25 kg P2O5 és 1,40 kg K2O, amely 5,18 kg vegyes – NPK – hatóanyagnak felel meg. 
A gyakorlati trágyázás során – mivel többet terem a rozsnál – több tápanyagot igényel, mint a rozs és kevesebbet, mint a búza. (Ezek a megállapítások főleg a hosszúszalmájú fajtákra érvényesek.)

## Talajelőkészítés
Mindenben azonos a búza és a rozs talaj-előkészítésével, csak a magágy minőségére igényesebb azoknál.

## Vetés
A tritikálé-vetőmag előkészítésére és vetésére is nagy gondot kell fordítani a vetőmag gyenge csírázóképessége (85-88%) miatt. Nagyon fontos a korai vetés, általában a rozzsal egy időben vethető. Kenyér- és takarmánygabona céljára szeptember közepétől szeptember végéig vessük; ha zöldtakarmányozásra vetjük, már szeptember elején is elvethető. 
Gabona-sortávolságra, 4–5 cm mélyre vessük. A szükséges vetőmagmennyiség: 4,9-5,1 millió csíra/ha. Ez a csíraszám – a gyenge csírázás, vagyis a több vetőmag miatt – kb. 230–260 kg/ha körüli vetőmagnak felel meg. Ezerszemtömeg: 43-45 g.

## Ápolás
Különösebb ápolást nem igényel, illetve azonos a búza és főleg a rozs ápolásával. Betegségei a lisztharmat, rozsszárüszög, fuzárium és az anyarozs, amelyek ellen gombaölő szerekkel védekezhetünk. A kártevők közül a drótféreg, a kendermagbogár, a gabonalegyek és a gabonapoloskák fordulnak elő. Ezek ellen talajfertőtlenítéssel védekezhetünk.

## Betakarítás és tárolás
A rozs és a búza után érik. Aratása – hosszú szalmája miatt – inkább a rozséhoz hasonlít. Egyébként nem pereg, de cséplése nehézkesebb, mint a többi gabonaféléé, mert a kalászorsó erősen töredezik. Tárolása mindenben azonos a többi kalászos gabonaféle tárolásával.